# Ločilno območje
Ločitveno območje (tudi varovalni pas, zaščitni pas, ločilno območje) je nevtralno območje, ki leži med dvema ali več kopnimi telesi, običajno državami. Odvisno od vrste varovalnega pasu lahko služi za ločevanje regij ali pa njihovo združevanje. Običajne vrste varovalnih območij so demilitarizirana območja, obmejna območja in nekatera območja z omejevalnimi služnostmi ter zeleni pasovi. Takšna območja lahko sestavljajo suverene države, ki tvorijo tamponsko državo.
Varovalni pasovi imajo različne namene, ti so lahko politični ali druge. Postavijo se iz številnih razlogov, na primer za preprečevanje nasilja, zaščito okolja, zaščito stanovanjskih in poslovnih območij pred industrijskimi nesrečami ali naravnimi nesrečami ali celo za izolacijo zaporov. Varovalni pasovi pogosto povzročijo velike nenaseljene regije, ki so same po sebi vredne pozornosti v številnih vse bolj razvitih ali nagnetenih delih sveta. 